# Symplocos organensis
Symplocos organensis är en tvåhjärtbladig växtart som beskrevs av August Brand. Symplocos organensis ingår i släktet Symplocos och familjen Symplocaceae. Inga underarter finns listade i Catalogue of Life.